# Karlijn Swinkels
Karlijn Swinkels (Handel, 28 oktober 1998) is een Nederlandse wielrenster  die sinds 2024 rijdt voor UAE Team ADQ.
Op 10 oktober 2016 werd ze in Doha, Qatar, wereldkampioene tijdrijden bij de junioren. Bij de junioren won ze dat jaar zilver op het NK tijdrijden en werd ze zesde op het EK tijdrijden. Drie weken na haar wereldtitel tekende ze haar eerste profcontract bij Parkhotel Valkenburg-Destil. In 2018 en 2019 reed ze voor de Italiaanse ploeg Alé Cipollini, waarna ze in 2020 terugkeerde naar Parkhotel Valkenburg.
Daarna reed ze twee seizoenen voor Team Jumbo-Visma, om vervolgens naar UAE Team ADQ te gaan.

## Privé
Haar jongere zus Sylvie Swinkels is ook wielrenster; ze reden in 2020 samen voor Parkhotel Valkenburg.

## Palmares
2015

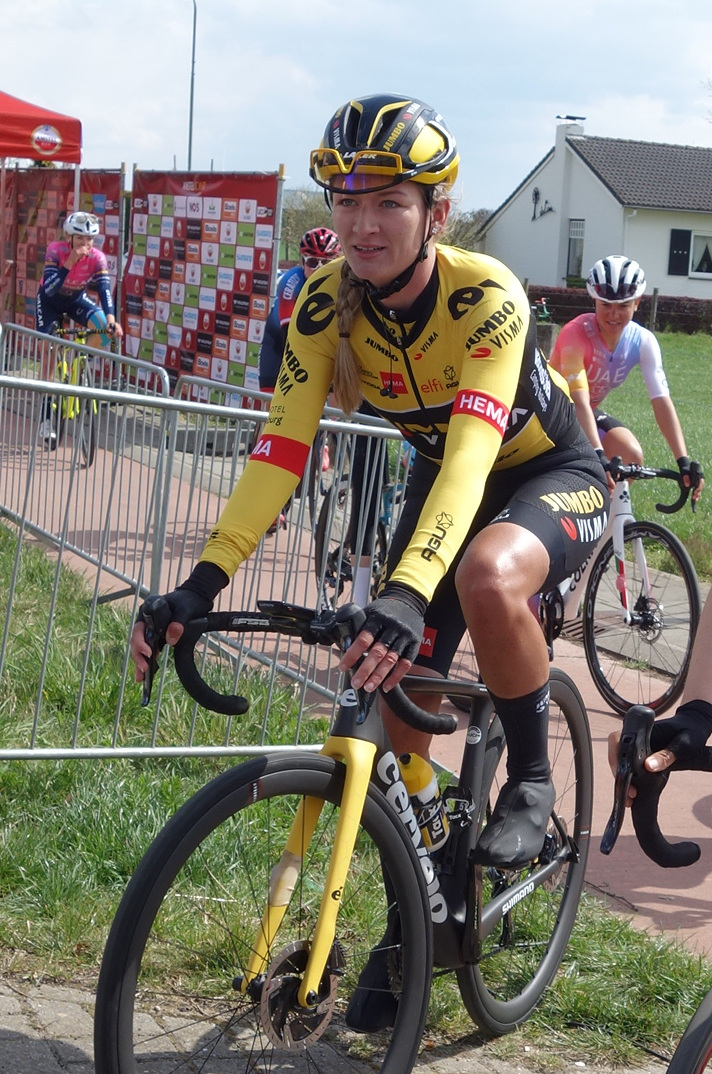
Swinkels na de Amstel Gold Race 2022.

 Nederlands kampioenschap op de weg (junior)
 Nederlands kampioenschap tijdrijden (junior)
2016
 Wereldkampioene tijdrijden (junior), Doha
 Nederlands kampioenschap tijdrijden (junior)
2019
1e etappe Ronde van Burgos
2023
Bergklassement Simac Ladies Tour
1e en 2e etappe Tour de la Semois
Eind- en puntenklassement Tour de la Semois
2024
Puntenklassemnet Ronde van Thüringen
Grote Prijs van Wallonië
Eind- en puntenklassement Tour de la Semois
2025
Trofeo Oro in Euro

### Resultaten in voornaamste wedstrijden
| Jaar | Ronde van Italië | Ronde van Frankrijk | Ronde van Spanje |
| ---- | ---------------- | ------------------- | ---------------- |
| 2015 |                  |                     |                  |
| 2016 |                  |                     |                  |
| 2017 |                  |                     | 61e              |
| 2018 |                  |                     | opgave           |
| 2019 |                  |                     | 21e              |
| 2020 |                  |                     |                  |
| 2021 |                  |                     |                  |
| 2022 | 79e              | 33e                 | opgave           |
| 2023 | 85e              | 76e                 |                  |
| 2024 |                  | 39e                 | 36e              |
| 2025 |                  | opgave              |                  |

| Jaar | Gent-Wevelgem | Ronde van Vlaanderen | Amstel Gold Race | Luik-Bast.‑Luik |  | WK op de weg |
| ---- | ------------- | -------------------- | ---------------- | --------------- |  | ------------ |
| 2015 |               |                      |                  |                 |  |              |
| 2016 |               |                      |                  |                 |  |              |
| 2017 | opgave        |                      |                  |                 |  |              |
| 2018 |               | opgave               |                  | opgave          |  |              |
| 2019 |               |                      | opgave           |                 |  |              |
| 2020 | 17e           |                      |                  |                 |  |              |
| 2021 | 72e           | 107e                 | 66e              |                 |  |              |
| 2022 |               | 104e                 | 42e              |                 |  |              |
| 2023 | 4e            |                      | opgave           |                 |  |              |
| 2024 | 38e           | 10e                  |                  |                 |  |              |
| 2025 | 21e           |                      |                  |                 |  |              |

## Ploegen
- 2017 –  Parkhotel Valkenburg-Destil
- 2018 –  Alé Cipollini
- 2019 –  Alé Cipollini
- 2020 –  Parkhotel Valkenburg
- 2021 –  Jumbo-Visma
- 2022 –  Jumbo-Visma
- 2023 –  Jumbo-Visma
- 2024 —  UAE Team ADQ
- 2025 —  UAE Team ADQ

De Boer · Buurman · Buysman · Van Gogh · De Jong · Knauer · Post · Rooijakkers · Soet · Solovej · Steigenga · Stijns · Stougje · Swinkels · Tromp · Van Veen
Bastianelli · Ensing · Frometa Leonard · Hagiwara · Hosking · Kasper · Knetemann · Paladin · Santesteban · Stefani · Swinkels · Trevisi · Tušlaitė · Vekemans
Bariani · Erić · Hosking · Kasper · Quagliotto · Paladin · Peñuela · Raimondi · Swinkels · Trevisi · Van 't Geloof · Yonamine
De Boer · Van der Burg · Buysman · Duyck · De Gast · Van der Hulst · Kasper · Koster · Markus · Nagengast · Nilsson · Raaijmakers · K. Swinkels · S. Swinkels · Van Veen · Vollering · Wiebes
Beekhuis · Henderson · Kasper · Koster · Markus · Mathiesen · Soet · Swinkels · Van de Velde · Van den Bos · Van der Burg · Vos
Achtereekte · Beekhuis · van den Bos · Henderson · Kasper · Koster · Kraak · Labecki · Markus · Riedmann · Rüegg · Soet · Swinkels · Vos
Achtereekte · van Agt · Beekhuis · Cadzow · van Empel · Henderson · Kraak · Labecki · Markus · Oudeman · Reijnhout · Riedmann · Rüegg · Swinkels · Veenhoven · Vos
al Sayegh · Amialiusik · Bertizzolo · Bujak · Carbonari · Consonni · Gasparrini · Gillespie (vanaf 9/6) · Harvey · Holden · Ivanchenko · Kumięga · Magnaldi · Neumanová · Persico · Swinkels · Włodarczyk
al Sayegh · Amialiusik · Bäckstedt · Bertizzolo · Blasi (vanaf 14/5) · Chapman · Gasparrini · Gillespie · Holden · Ivanchenko · Longo Borghini · Magnaldi · Marturano · Neumanová · Persico · van Rooijen · Squiban · Swinkels · Włodarczyk